# Club Olimpo

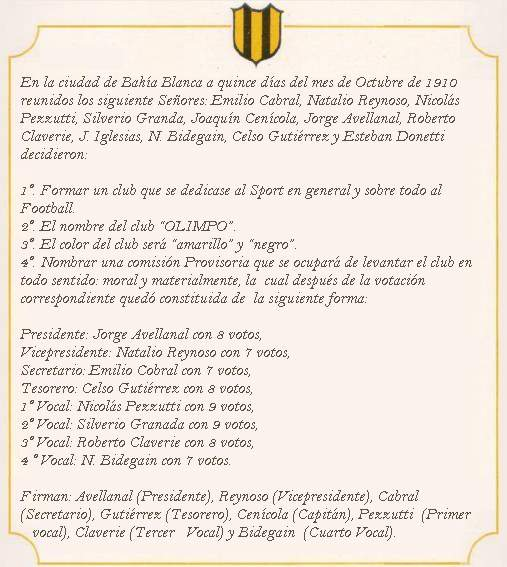
Acte de fondation du Club Olimpo

Le Club Olimpo  est un club de football argentin. Situé dans la ville de Bahía Blanca, dans la province de Buenos Aires, il a été fondé en 1910.

## Historique
Le club est fondé le 15 octobre 1910.

## Palmarès
- Championnat d'Argentine de deuxième division
  - Champion :  2002, Apertura 2006, Clausura 2007, 2010